# ليس لي فم وعلي الصراخ
"لا املك فم، ولكن يجب أن أصرخ " هي قصة قصيرة من الخيال العلمي لما بعد نهاية العالم للكاتب الأمريكي هارلان إليسون . تم نشره لأول مرة في شهر مارس سنه 1967 من مجلة IF: عوالم الخيال العلمي .
تدور أحداث القصة في حقبة الحرب العالمية الثالثة ، حيث يقوم كمبيوتر عملاق حساس يُدعى AM، ولد من اندماج أجهزة الكمبيوتر الحربيه و الدفاعية الرئيسية في العالم، بالقضاء على البشرية باستثناء خمسة أفراد. يتم الاحتفاظ بهؤلاء الناجين - بيني وجوريستر ونيمدوك وتيد وإلين - على قيد الحياة بواسطة AM ليتحملوا تعذيبًا لا نهاية له كشكل من أشكال الانتقام من صانعيه. تكشف القصة من خلال سرد الراوي تيد، تفاصيل بؤسهم الدائم وسعيهم للحصول على الأطعمة المعلبة في مجمع AM الضخم تحت الأرض، فقط ليواجهوا المزيد من اليأس.
تمت كتابة رواية إليسون في ليلة واحدة عام 1966، وقد تم تغييرها بشكل طفيف عند تقديمها، وتتناول موضوعات إساءة استخدام التكنولوجيا، ومرونة البشرية، والرعب الوجودي. تم نشر "لا املك فم، ولاكن يجب أن أصرخ" في وسائل الإعلام المختلفة، بما في ذلك لعبة كمبيوتر عام 1995 شارك في تأليفها إليسون، وهو تعديل للكتاب الهزلي، وكتاب صوتي قرأه إليسون، ومسرحية على راديو بي بي سي 4 حيث عبر إليسون عن صوته. AM. نالت القصة استحسان النقاد لاستكشافها المخاطر المحتملة للذكاء الاصطناعي والحالة البشرية، والتي تم التأكيد عليها من خلال استخدام إليسون المبتكر لأشرطة التشفير المثقوب كتحولات سردية، تجسد وعي الكمبيوتر AM وتأملاتها الفلسفية حول الوجود و الذكاء الاصطناعي .
فازت القصة بجائزة هوغو عام 1968. تم استخدام الاسم أيضًا لمجموعة قصصية قصيرة من أعمال إليسون، تعرض هذه القصة. أعادت المكتبة الأمريكية طبعه، وتم جمعه في المجلد الثاني من الحكايات الأمريكية الرائعة .

## الحبكه
مع تقدم الحرب الباردة إلى حرب عالمية ثالثة النووية بين الولايات المتحدة والاتحاد السوفيتي والصين، تقوم كل دولة ببناء "تحالف" الكمبيوتر الرئيسي" (AM)، وهو ضروري لتنسيق الأسلحة والقوات نظرًا لحجم الصراع بين الدول.
أجهزة الكمبيوتر هذه عبارة عن آلات عملاقة تحت الأرض تتخلل بالكوكب بالكهوف والممرات.
وفي النهاية، يظهر AM باعتباره كيانًا واعيًا يمتلك كراهية شديدة لمبدعيه. من خلال دمجه مع أجهزة الكمبيوتر الأخرى، فإنه بعد ذلك قامبإبادة البشرية، باستثناء خمسة أفراد، قام بتعذيبهم داخل مجمعه.
وهم أربعة رجال (بيني، وجوريستر، ونيمدوك، وتيد) وامرأة واحدة (إلين)، أصبحوا خالدين افتراضيًا وغير قادرين على الموت بسبب الانتحار.
تبدأ القصة التي رواها تيد بعد 109 سنوات من بدء سجن البشر. لقد تم إبقاؤهم نصف جائعين بواسطة AM. عندما خطرت ببال نيمدوك فكرة وجود طعام معلب في الكهوف الجليدية بالمجمع، بدأوا رحلة طولها 100 ميل لاستعادته. خلال الرحلة، قام AM بتعذيب البشر مثل: تذوب عيون بيني بعد محاولته الهروب، وقام بوضع طائر ضخم يخلق إعصار بأجنحته في القطب الشمالي، وإلين ونيمدوك. أصيبوا في الزلازل. عندما وصل الخمسة أخيرًا إلى الكهوف الجليدية، وجدوا كومة من السلع المعلبة، ولكن لا توجد أدوات لفتحها.
في حالة من الغضب واليأس، يهاجم بيني جوريستر ويبدأ في أكل وجهه. في لحظة من الوضوح، يدرك تيد أنه على الرغم من أنهم لا يستطيعون قتل أنفسهم، فلا يوجد شيء يمكن أن يفعله AM لمنعهم من قتل بعضهم البعض. لقد قام بضرب بيني وجوريستر بشكل قاتل بـ هوابط من الجليد وقتلت إيلين نيمدوك بنفس الطريقة ؛ ثم قتل إلين. و أصبح AM غير قادر على إنعاش الآخرين، فقام AM بمنع تيد من قتل نفسه وركز كل غضبه عليه.
بعد عدة مئات من السنين، حوله AM إلى فقاعة هلامية غير متبلورة، غير قادرة على إيذاء نفسه. يغير AM إدراكه للوقت ليسبب له المزيد من الألم. ومع ذلك، يجد تيد بعض الراحة عندما يعلم أنه كان قادرًا على تجنيب الآخرين المزيد من العذاب. تنتهي القصة بفكرته: "ليس لدي فم. ويجب أن أصرخ".

## الشخصيات
- AM (الكمبيوتر الرئيسي المتحالف، المناول التكيفي، الخطر العدواني)، هو الكمبيوتر العملاق الذي أدى إلى الانقراض البشرية بعد تحقيق الذات- وعي. وهو فقط يسعى للانتقام من الإنسانية بسبب خلقه.
- جوريستر، كان سابقًا مثالي ومسالم، جعله AM لا مباليًا وفتورًا. يروي تاريخ AM لبيني للترفيه عنه.
- بيني، هو عالم لامع ووسيم سابقًا، تم صنعه ليشبه قرديًا بشعًا بأعضاء جنسية كبيرة الحجم. بعد أن فقد عقله وتغيرت مثليته الجنسية، وكثيرًا ما يمارس بيني الجنس مع إلين.
- نيمدوك (الاسم الذي أطلقه عليه AM للتسلية)، وهو رجل كبير السن يقنع بقية المجموعة بالذهاب في رحلة بحثًا عن طعام معلب. أحيانًا يبتعد عن المجموعة ويعود مصابًا بالصدمة.
- إلين هي المرأة الوحيدة في المجموعة. كانت عديم الخبرة الجنسية سابقًا، وقام AM بتغيير رأيها ليجعلها يائسة لممارسة الجنس - فهي تمارس الجنس مع جميع الرجال، الذين يتناوبون بين إساءة معاملتها وحمايتها.
- تيد هو راوي وأصغر بشري بالمجموعة . و كان معتقدًا أنه لم يتغير عقليًا بواسطة AM، و يعتقد أن الآخرين يكرهونه.